# Anton Ludwig von Petery
Anton Ludwig von Petery (* 3. Juli 1780 in Guttstadt; † 21. August 1851 in Potsdam) war ein preußischer Generalleutnant und Kommandant der Festung Spandau. Er war die erste Person, der nach der Stiftung das Eiserne Kreuzes II. Klasse verliehen wurde.

## Leben

### Herkunft
Seine Eltern waren Johann Heinrich von Petery (* 1747; † 9. März 1805) und dessen Ehefrau Dorothea Sophie, geborene Frommel. Der Vater war preußischer Kapitän, zuletzt Chef der Invalidenkompanie des Infanterieregiments „von Diericke“.

### Militärkarriere
Petery trat im Jahr 1794 als Gefreitenkorporal in das Infanterieregiment „von Wildau“ der Preußischen Armee. Dort wurde er am 21. Juni 1795 Fähnrich im Depotbataillon des Regiments und am 1. Oktober 1795 mit Patent vom 4. Oktober 1795 in das Regiment einrangiert. Am 5. Oktober 1797 avancierte er zum Sekondeleutnant, bevor er am 1. Juni 1799 in das Grenadierbataillon „Fabecky“ versetzt wurde. Das Bataillon bestand aus den Grenadierkompanien der Regimenter „von Hohenlohe-Ingelfingen“ und „von Diericke“. Im Vierten Koalitionskrieg nahm Petery an der Verteidigung von Thorn teil, kämpfte in der Schlacht bei Preußisch Eylau sowie in den Gefechten bei Pompecken und Königsberg.
Nach dem Frieden von Tilsit kam Petery am 1. Januar 1808 zum 3. Ostpreußischen Infanterie-Regiment und stieg bis März 1813 zum Kapitän auf. Während der Befreiungskriege erwarb er im Gefecht bei Halle das Eiserne Kreuz II. Klasse, bei Luckau den Orden des Heiligen Wladimir IV. Klasse sowie am 11. Juli 1813 das Eiserne Kreuz I. Klasse. Am 14. August 1813 wurde Petery in das Kolbergische Infanterie-Regiment und Ende November 1813 zum Major befördert. Im Gefecht bei Namur wurde er verwundet und belobigt. Petery nahm am Gefecht bei Compiegne und der Belagerung von Soissons sowie den Schlachten bei Dennewitz, Ligny und Belle Alliance teil. Am 30. Mai 1814 erhielt er den Schwertorden.
Am 19. April 1815 wurde Petery zum Kommandeur des Füsilier-Bataillon ernannt und in dieser Stellung am 30. März 1821 mit Patent vom 8. April 1821 zum Oberstleutnant befördert. Daran schloss sich ab dem 6. April 1822 eine Verwendung als Kommandeur des 24. Infanterie-Regiments an. Im Jahr 1825 erhielt er das Dienstkreuz. Am 30. März 1834 wurde er als Kommandant in die Festung Spandau versetzt. Dort bekam er am 30. März 1835 den Charakter als Generalmajor und dazu am 15. Juni 1838 eine Prämie von 500 Talern. Am 11. Juni 1839 wurde mit Patent vom 30. März 1835 zum Generalmajor befördert. Unter Verleihung des Charakters eines Generalleutnants sowie des Roten Adlerordens II. Klasse mit Eichenlaub wurde Petery am 11. März 1843 mit einer jährlichen Pension von 1750 Talern in den Ruhestand versetzt. Ab dem 5. April 1843 erhielt er eine persönliche Zulage von 200 Talern zu seiner Pension. Am 3. August 1843 wurde er Senior des Eisernen Kreuzes II. Klasse. Er starb am 21. August 1851 in Potsdam.
In seiner Beurteilung aus dem Jahr 1815 durch den Generalmajor von Krafft heißt es: „Seine Moralität ist gut, er besitzt Ambitionen, ist tätig und kraftvoll im Dienst, hat Bildung, ohne besondere wissenschaftliche Kenntnisse. Ist vorzüglich brav und determiniert, führt das Füsilierbataillon recht gut. Wird bei fortgesetztem Fleiß einst ein guter Regimentskommandeur werden.“.

### Familie
Petery heiratete am 11. März 1805 in Preußisch Holland Antoniette Wilhelmine Ernestine von Kalckstein (* 1787; † 12. August 1825), eine Tochter des Majors Friedrich Gottlob von Kalckstein. Das Paar hatte mehrere Kinder:
- Berta Antoinette Friederike (* 14. Juni 1806) ⚭ 1829 Ernst Friedrich Eduard von Stosch (* 21. März 1806; † 15. Februar 1862)[1]
- Emma Wilhelmine Charlotte (* 14. September 1808)
- Gustav Anton Friedrich (* 26. Mai 1817; † 16. Mai 1873), Oberst a. D., zuletzt im 31. Infanterie-Regiment
- Antoinette Wilhelmine Alexandrine (* 25. September 1819)

Nach dem Tod seiner ersten Frau heiratete er am 1. Juni 1831 in Erfurt Adelheid Luise Karoline Amalie von Loebell (* 25. Februar 1811; † 1. Juni 1868), eine Tochter des Generalleutnants Karl Georg von Loebell. Die Ehe blieb kinderlos.